# Museu Etnogràfic Municipal de Biar
El Museu Etnogràfic Municipal de Biar és un museu d'etnografia situat a Biar (Alt Vinalopó), en un edifici de tres plantes del segle xix restaurat i rehabilitat en la dècada de 1990.
L'edifici del museu és, de la mateixa manera que altres cases pairals de Biar, una agrupació d'habitatges. La façana té decoració d'estil neoclàssic. Després de la rehabilitació i restauració de l'edifici, el museu es va inaugurar al juny de 1999.
La col·lecció del Museu Etnogràfic Municipal de Biar s'exposa en onze sales distribuïdes en tres plantes. La majoria dels fons procedeixen de donacions fetes per particulars. Els objectes exposats estan relacionats amb la història, els oficis, l'artesania i els costums de Biar, on destaca la tradició alfarera i de ceràmica vidriada. Els fons inclouen peces d'art sumptuari del segle xix, pintures de Juan Luna, objectes de metrologia, obres d'orfebreria, mobiliari, ceràmica, peces arqueològiques (d'entre el segle xi i el XX), objectes relacionats amb les festes locals i una sala dedicada a l'escola de principis del segle xx.